# 椚田遺跡
座標: 北緯35度38分11秒 東経139度18分31秒 / 北緯35.63639度 東経139.30861度

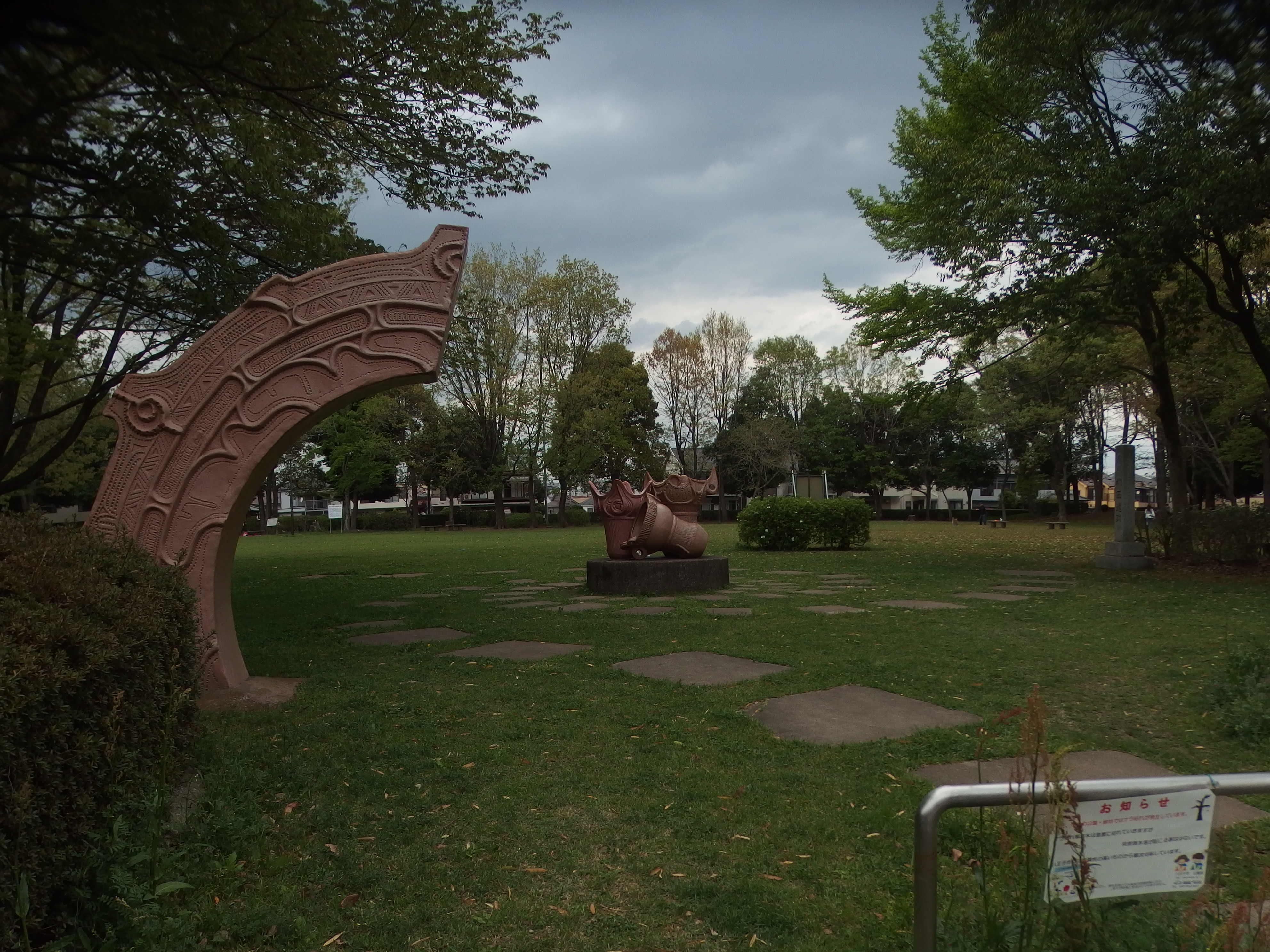
縄文式土器発掘ゆかりの地碑。1975年に区画整理事業に伴い発掘された縄文時代中期の典型的な集落の遺跡である。出土した遺物の一部は郷土資料館で常設展示されている。

椚田遺跡（くぬぎだいせき）は、東京都八王子市椚田町にある縄文時代から古墳時代にかけての複合遺跡。1978年（昭和53年）5月1日、国の史跡に指定された。

## 概要
東京都をほぼ西から東へ貫流する多摩川の右岸には、関東山地から派生した多摩丘陵が約40キロメートルに亘って海岸部にまでのびているが、北部の山地よりには広い平坦面を呈す丘陵が幾つか発達している。八王子盆地の南を囲む小比企丘陵もその一つで、本遺跡はその支脈上に所在する。
1975年（昭和50年）、発掘調査が実施され、遺跡の全面に3枚の遺構面が確認された。最上位面は古墳時代の集落であり、中位面は縄文時代中期末葉、最下位面は縄文時代中期中葉に属する集落である。古墳時代の遺構は竪穴建物跡の数や遺物の発見量も少なく、小規模なものと考えられるが、縄文時代中期の集落跡は本遺跡の中心的な内容をもつ重要なものとして注目される。
発掘調査範囲は遺跡の約6分の1に相当するが、縄文時代中期中葉の竪穴建物跡45が発見されており、全体では270以上の存在が予想されるところである。それらの建物跡は径約150メートルの環状に展開する典型的な環状集落の形態を示すものであり、環状の内側には多数の土壙群が構築されている。このように内側に土壙群をもつ集落跡は極めて例が少なく、内側が空地の広場をなす一般の集落跡に対して、より広範な地域圏内における中心的な性格を帯びた集落とも考えられ、当時の集落相互の関係ひいては縄文時代の社会を解明する上で重要である。なお、中期末葉の柄鏡形敷石建物跡3及び配石遺構、埋甕などが集落の下限を示し、中期中葉以来長期に亘って集落が営まれたものであることがわかる。さらに、この間に製作使用された土器・石器類は種類も多く膨大な量に上っており、学術的価値の高いものである。

## 椚田遺跡公園
椚田遺跡は調査の後に土を盛って保存され、縄文時代にも生えていたと思われる樹木を植林し「椚田遺跡公園」として整備されている。東京都八王子市椚田町541に所在中央本線西八王子駅もしくは京王線めじろ台駅から、京王バス「グリーンヒル寺田」「法政大学」「東京家政学院」行乗車。「椚田北」停留所下車。 徒歩5分でアクセス可能。